# Serviço de Apoio Ambulatório Local

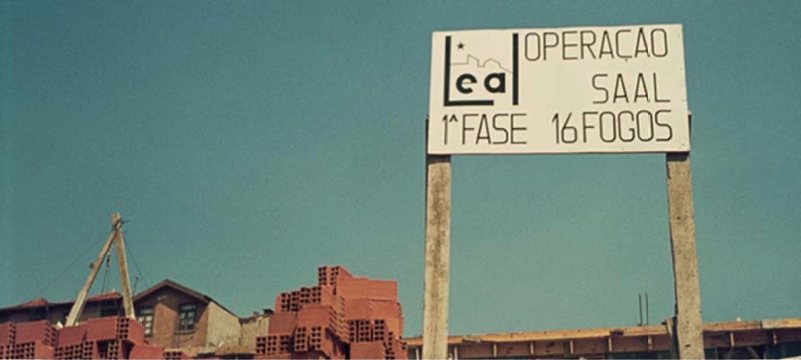
Construção do Bairro do Leal, no Porto

O Serviço de Apoio Ambulatório Local (SAAL) foi um programa estatal de construção habitacional surgido após a Revolução dos Cravos que se propôs a colmatar as necessidades habitacionais de populações desfavorecidas em Portugal.
As operações SAAL, inseridas no clima social de ação popular que caracterizou o Período Revolucionário em Curso, tornaram-se uma referência internacional em termos de participação popular em processos de desenho habitacional e urbano. A interação entre brigadas técnicas de arquitetos e a população organizada em associações de moradores contribuiu para o que é considerado um momento ímpar na história da arquitetura portuguesa.

## O problema da habitação e o 25 de Abril de 1974

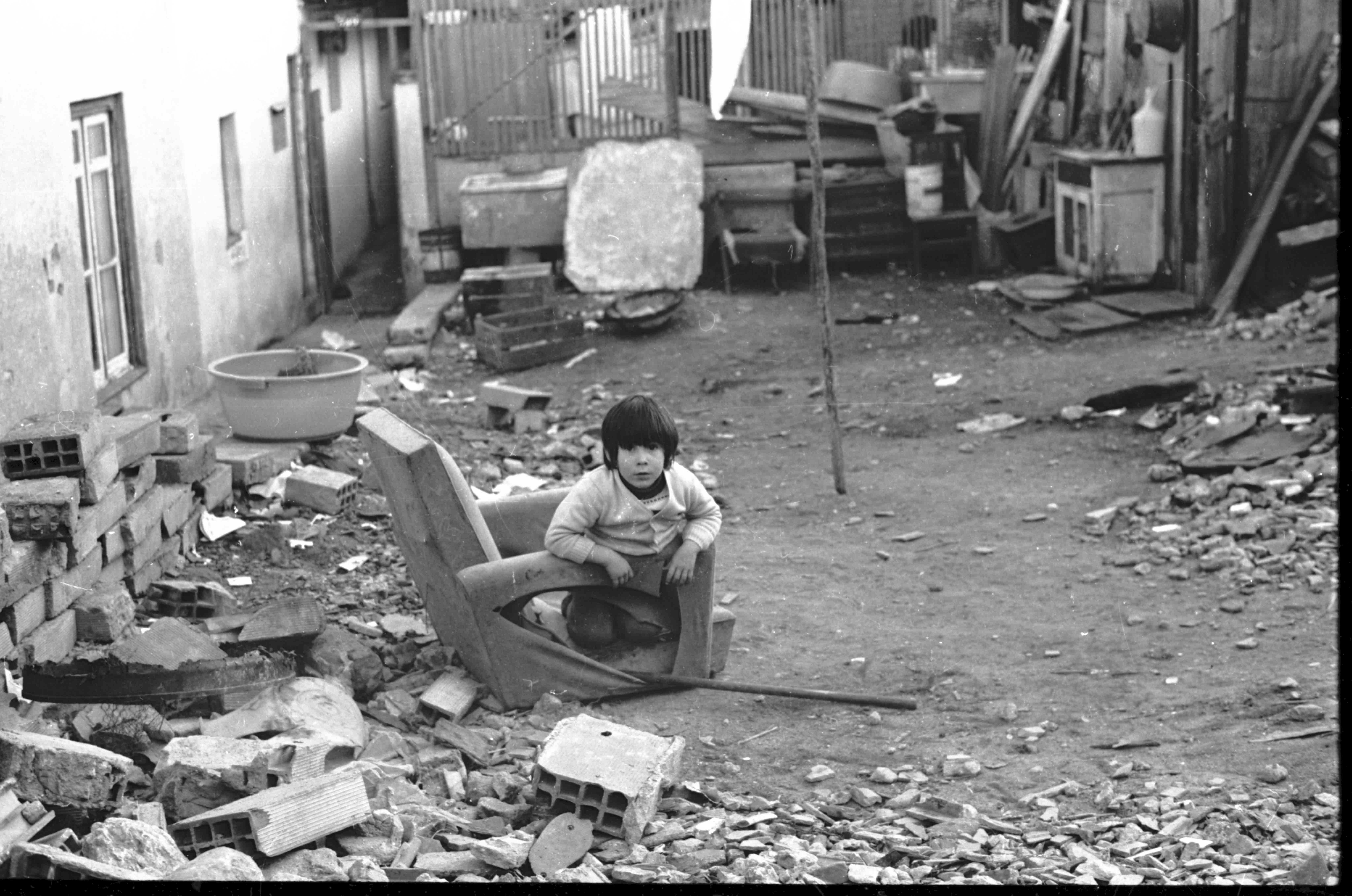
Bairro de barracas, Lisboa, anos 70

Em 1970, de um total de 2,8 milhões de famílias, 35 mil viviam em barracas e 620 mil viviam em casas sobre-ocupadas. 40% das habitações tinham mais de 50 anos, 53% não tinham água canalizada, 48% não tinham eletricidade e 57% não tinham saneamento básico. 40% da população que vivia em condições precárias residia nos distritos de Lisboa e Porto, muita dela composta por migrantes rurais que haviam partido para as cidades em procura de melhores condições de vida.

O golpe militar de 25 de abril de 1974, pondo fim a 48 anos de ditadura, foi um catalisador para a participação social no processo de construção de um novo regime. As manifestações amplamente participadas desde cedo evidenciaram o papel que a população viria a desempenhar no desenrolar dos acontecimentos políticos. À semelhança do que se ia passando nos outros sectores da sociedade portuguesa, também a significativa massa populacional de habitantes em residências precárias, que se estimava ser 25% da população total, começou a aperceber-se da liberdade de ação e reivindicação que a queda do regime lhe havia providenciado.

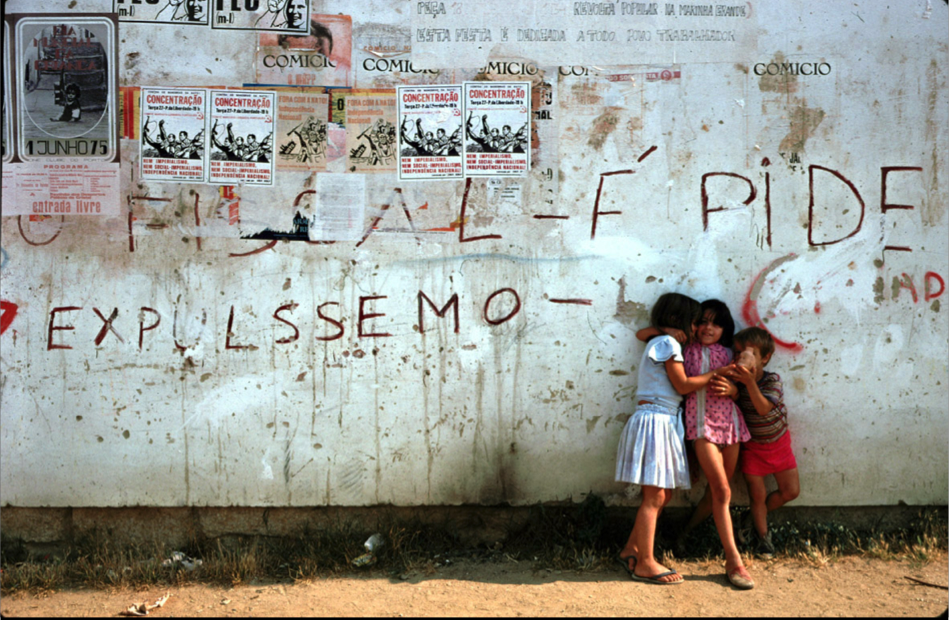
Mural no Porto: "O Fiscal é PIDE. Expulssemo-lo"

Numa primeira fase, poucos dias após o 25 de abril, registaram-se na região de Lisboa ocupações de mais de mil fogos de habitação social em zonas como Monsanto, Marvila, Chelas e Ajuda. Estas ações foram principalmente motivadas pela quantidade de fogos que estariam já prontos a habitar, mas vazios e por atribuir, ou por injustiças nos próprios critérios de distribuição.

Embora no Porto não se tenha observado algo equivalente a esta onda de ocupações, primeiros sinais de movimentos urbanos foram dados por manifestações de habitantes de zonas degradadas do centro histórico e de moradores dos bairros camarários. No caso destes últimos, os protestos não foram apenas motivados pelas condições de habitabilidade, mas também contra o regulamento  ao qual eram sujeitos. Este regulamento e o fiscal que o fazia cumprir forçavam os residentes a um conjunto de regras que proibiam, por exemplo, pregar um prego na parede de suas casas, pendurar roupa na varanda, receber visitas, ou tecer qualquer crítica ao fiscal. Em casos de incumprimento, algumas pessoas eram expulsas, e, segundo alguns relatos, deixadas em lixeiras.

## O processo legislativo e as comissões de moradores

### Arranque do processo
A 15 de maio de 1974, toma posse o I Governo Provisório, nomeando para Secretário de Estado da Habitação e Urbanismo, o arquiteto Nuno Portas. A estratégia a seguir no curto prazo é assumidamente condicionada pela debilidade do Estado neste estágio da revolução, impossibilitando a solução clássica de construção em massa de habitação social. Segundo Portas, o foco do Estado deveria ser a regulamentação e apoio, técnico e económico, às iniciativas da população.
A primeira menção ao Serviço de Apoio Ambulatório Local constou de um despacho circulado em julho de 1974 que, para o sector da população sem capacidade de aquisição a crédito ou de suportar encargos de arrendamentos, apontou para "auto-soluções" a serem apoiadas pelo Estado em termos de terreno, técnica, infraestruturas e financiamento. Também em julho, num documento que definia mais sucintamente a orgânica e os objetivos do SAAL, o arquiteto Nuno Teotónio Pereira deixava ainda muito em aberto sobre que populações em concreto seriam o alvo, que metodologia seria empregada pelas brigadas, e até que ponto as populações se envolveriam nas operações; enfatizando a necessidade de deixar que a experiência em concreto de cada caso dirigisse o rumo de cada operação. A 6 de agosto, com a assinatura do Ministro da Administração Interna, do Equipamento Social e do Ambiente, Manuel Costa Braz, foi publicado o despacho que oficializou a constituição do SAAL.
A iniciativa dos moradores e a sua capacidade de organização foi tida como requisito fundamental, visando a que o processo partisse da base e não através de uma imposição superior. As soluções nasceriam da interação entre as brigadas técnicas, arquitetos responsáveis pelo desenho e planeamento, as comissões de moradores, responsáveis pela gestão das diferentes fases do processo, e os subsídios a fundo perdido concedidos pelo Fundo de Fomento à Habitação. A importância dada à participação dos moradores no processo representou um romper com o modelo de habitação social "clássica" que, na opinião de Nuno Portas, tanto nos países de Leste, como nos do Oeste, como aindo nos do (então assim designado) Terceiro Mundo, é vestida de "uma racionalidade decidida no aparelho de estado, mais ou menos central, e independentemente da vontade e recursos não-monetários dos moradores".
Foi também deixada em aberto a possibilidade da auto-construção, isto é, os futuros moradores, se assim quisessem, fornecerem a sua mão-de-obra no processo de construção, resultando em menos encargos financeiros e num eventual "maior sentimento de apropriação em relação ao fogo e ao bairro". Embora a auto-construção se tenha verificado em operações no Algarve, maior parte das comissões de moradores rejeitaram-na, por ser considerado "socialmente injusto" tendo em conta a situação de desemprego e crise generalizada que se sentia no setor da construção civil.
Também relevante para o SAAL, e o que o distingue de outros programas habitacionais, foi a importância dada à manutenção de todos os moradores na localização onde moravam anteriormente. Esta postura contrasta, por exemplo, com os bairros camarários portuenses construídos durante o Estado Novo - não só estes eram construídos na periferia da cidade como frequentemente as comunidades que anteriormente habitavam numa mesma ilha ou num mesmo bairro eram espalhadas por múltiplos bairros periféricos. A manutenção dos moradores significou "o reconhecimento do direito à cidade” e à história que ligava os moradores ao local onde habitavam. No entanto, será esta conquista dos moradores que gerará os principais conflitos com o poder local.

### Dualidade de poderes
A criação de comissões de moradores no período revolucionário não se limitou apenas àquelas diretamente ligadas com o processo SAAL. As comissões de moradores surgiram como órgãos de decisão local e de participação plural, seguindo o exemplo das inúmeras comissões de trabalhadores que haviam florescido após a revolução. Tal como estas geraram hostilidade nas estruturas sindicais existentes, também as comissões de moradores desafiaram as estruturas do novo poder autárquico.

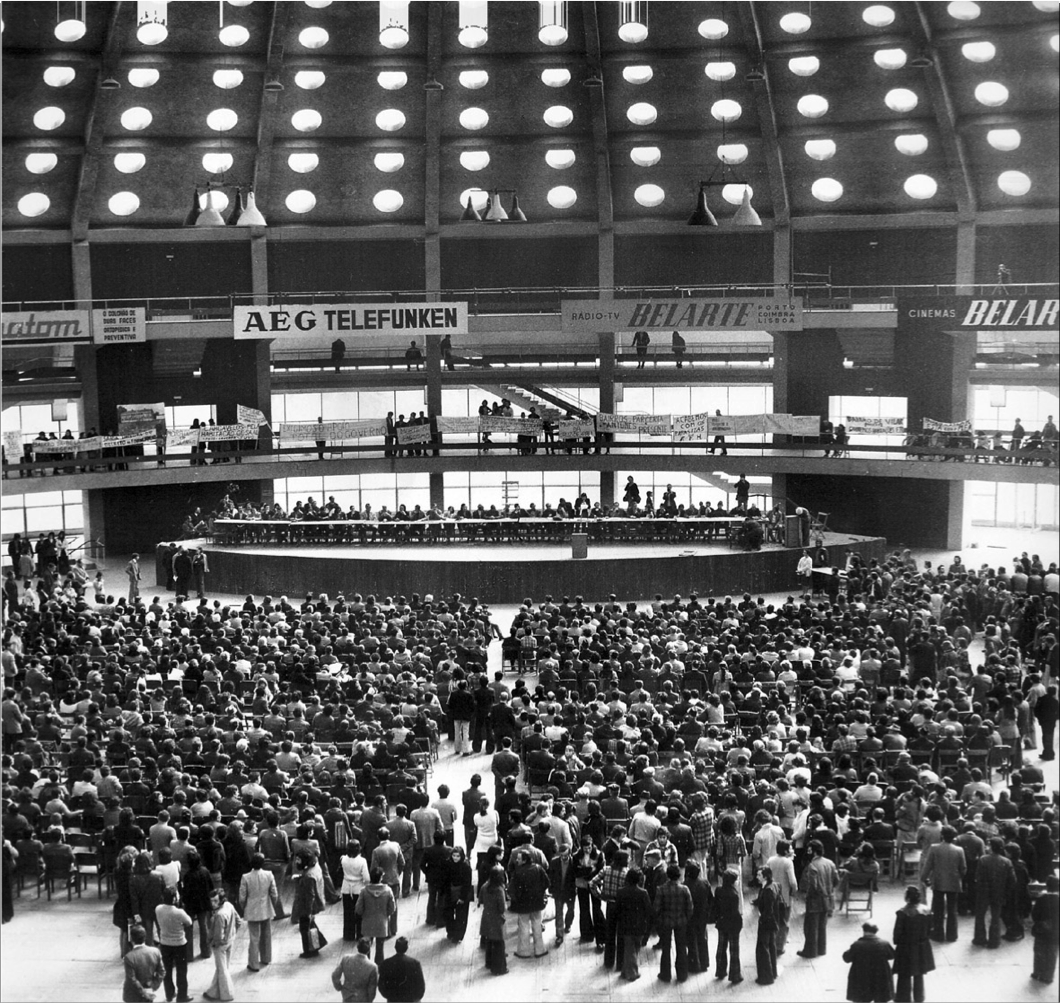
Plenário de comissões de moradores e de brigadas SAAL, Palácio de Cristal, 1975

As novas autarquias, quer ocupadas pelo PSD, PCP ou MDP/CDE, segundo alguns arquitetos que participaram no processo, não alteraram significativamente as orgânicas burocráticas e de poder do antigo regime. O poder legítimo que detinham era apenas aquele que lhes era diretamente delegado pelos Governos Provisórios, já que o poder local ainda não tinha sido legislado ou eleito (só o viria a ser nas eleições autárquicas de 1976). Para as operações SAAL, a cooperação com as administrações municipais seria importante, pois eram estas as responsáveis pela disponibilidade de terrenos para urbanização e pelos trabalhos de infraestrutura viária e sanitária.
No entanto, a afetação de terrenos para as operações SAAL punha em causa planos que previam outras funções para os terrenos em causa, de iniciativa municipal ou privada. A contraposição entre os interesses dos moradores e os interesses privados e das autarquias provocou atrasos e impedimentos no arranque das intervenções, por falta de autorização camarária para tomar posse administrativa dos terrenos ou porque tardava a execução de várias infraestruturas. Estes conflitos motivarão Nuno Portas a mais tarde defender que, caso o programa tivesse sido concebido com mais participação das estruturas do Estado como alguns propuseram, o SAAL "provavelmente já não se teria lançado".
Os impedimentos não travaram, no entanto, as reivindicações dos moradores, que, por um lado, foram explorando soluções de articular por si próprias os interesses de todas as comissões e, por outro, agudizaram a sua posição para com as administrações municipais. Chegou-se a registar inclusive o caso de uma invasão por populares do edifício da Câmara Municipal do Porto, em 30 de novembro de 1974, de forma a forçar o diálogo com a Comissão Administrativa.

## Concretização
O carácter de participação dos moradores no processo implicou uma mudança considerável na forma de atuação dos moradores e dos arquitetos. O morador passou a integrar de uma forma mais ativa todas as fases do processo: conceção, construção e manutenção. O arquiteto, a quem cabia transmitir aos moradores as suas ideias e objetivos, vê-se obrigado a saber comunicar de forma muito diferente daquela a que está acostumado os conceitos arquitetónicos necessários, e igualmente saber absorver e filtrar a diversidade de opiniões e contributos que recebe dos futuros moradores. Esse diálogo tornar-se-á, por vezes, tenso e revelador de algumas diferenças insanáveis, mas é este processo de diálogo e interação direta entre arquiteto e morador que torna o SAAL, na opinião de quem participou no projeto, único na história da arquitetura portuguesa.
As soluções encontradas, em termos de desenho e construção, foram condicionadas tanto pelo carácter urgente de relocação daqueles em condições indignas como pelo método de construção simples e de baixo custo. A situação económica do país e do próprio financiamento ao SAAL implicava pôr de parte o recurso a maquinaria e mão-de-obra especializada, e invés disso procurar aproveitar recursos locais.
Tornou-se também importante para as operações SAAL evitar uma mudança brusca entre os quadros de vida anteriores e as novas habitações. Como muitos dos moradores a realojar habitavam no nível térreo, a maioria das operações SAAL projetadas foram complexos de habitações unifamiliares. Não obstante, em certos contextos foram aplicadas soluções multifamiliares. No bairro de Massarelos, de Manuel Fernandes de Sá, no Porto, a orografia do terreno da encosta do Douro e o elevado número de pessoas a alojar assim o exigiu. Em Lisboa, onde a habitação precária se caracterizava pelos bairros de barracas, a consolidação com a envolvente urbana era necessária e esta correspondeu com as aspirações dos moradores em viver "em casas altas", resultando assim em soluções de blocos habitacionais, embora nunca mais altos que 4 pisos, altura máxima que não tornasse legalmente necessária a instalação de elevadores.
O SAAL foi dividido em três organizações territoriais: SAAL/Algarve, SAAL/Lisboa e Centro Sul, e SAAL/Norte.

### SAAL/Algarve
Na região do Algarve, as operações SAAL distinguiram-se das demais pela celeridade do processo, em que o início da obra não se fez tardar após o arranque do processo. Segundo o arquiteto José Veloso, figura importante do SAAL nesta região, no Algarve "o SAAL só foi possível porque as pessoas acreditavam. E por isso participaram. Não houve necessidade de documentos, não houve inaugurações, o dinheiro chegava depois de as casas estarem a ser feitas".
Logo ao ter conhecimento do arranque do programa, Veloso dirigiu-se às populações que viviam em choupanas precárias na localidade da Meia Praia. A operação que aqui se desenrolou foi imortalizada pela música "Os Índios da Meia Praia", de Zeca Afonso (que chegou a ser professor do ensino secundário em Lagos), e o filme "Continuar a Viver ou Os Índios da Meia Praia", realizado por António da Cunha Telles.
O caso da Meia Praia demonstra o carácter geral das operações do SAAL/Algarve. Os moradores a realojar eram na sua maioria oriundos de comunidades piscatórias que viviam em condições precárias, que ao fornecer a sua própria mão-de-obra permitiram acelerar a construção das habitações. No caso da Meia Praia, a tipologia das habitações só começou a ser discutida quando as paredes já tinham começado a ser erguidas. A sua estrutura quase de organigrama revelou a preocupação dos arquitetos pela “construção evolutiva”, ou seja, deixar prevista a possibilidade de expansão posterior do espaço interior. Esta ideia terá sido influenciada pelo “Estudo de Formas Evolutivas de Habitação”, da autoria de Nuno Portas em parceria com Francisco da Silva Dias no LNEC.
As relações com o exterior e com o mar, típicas da casa-pátio algarvia, são uma constante em todas as operações algarvias. Foram construídos 1328 fogos, a grande maioria de habitação unifamiliar.
Oito mil horas contadas

Laboraram a preceito

Até que veio o primeiro

Documento autenticado

Veio um cheque pelo correio

E alguns pedreiros amigos

Quem aqui vier morar

Não traga mesa nem cama

Com sete palmos de terra

Se constrói uma cabana

Eram mulheres e crianças

Cada um c’o seu tijolo

“Isto aqui era uma orquestra”

Quem diz o contrário é tolo— Os Índios da Meia Praia -- José Afonso

### SAAL/Lisboa
Na cidade de Lisboa as operações SAAL estavam menos vinculadas em torno de uma estrutura central organizada e mais focadas no específico de cada situação, principalmente para não conflituar com outros organismos que na altura "demonstravam eficácia no trabalho até então desenvolvido". Os moradores rejeitaram a auto-construção (para alguns simbolizava a "continuação da exploração") e reivindicaram a tipologia multifamiliar.
O arquitecto Nuno Matos Silva, que participou na brigada do bairro Portugal Novo, realça a dimensão territorial do SAAL descrevendo a cidade de Lisboa como uma mão com um núcleo consolidado no centro e cinco dedos que correspondiam às estradas de acesso de Algés, Jamor, Benfica, Odivelas/Loures e Sacavém. As barracas ocupavam o espaço entre os dedos, perto do centro. Até então, moradores nestes locais eram deslocalizados para a periferia dos "dedos". O "direito ao lugar", ou seja, o direito aos moradores das barracas permanecerem perto de onde antes moravam implicava a apropriação de terrenos com valor imobiliário considerável em zonas importantes da cidade.

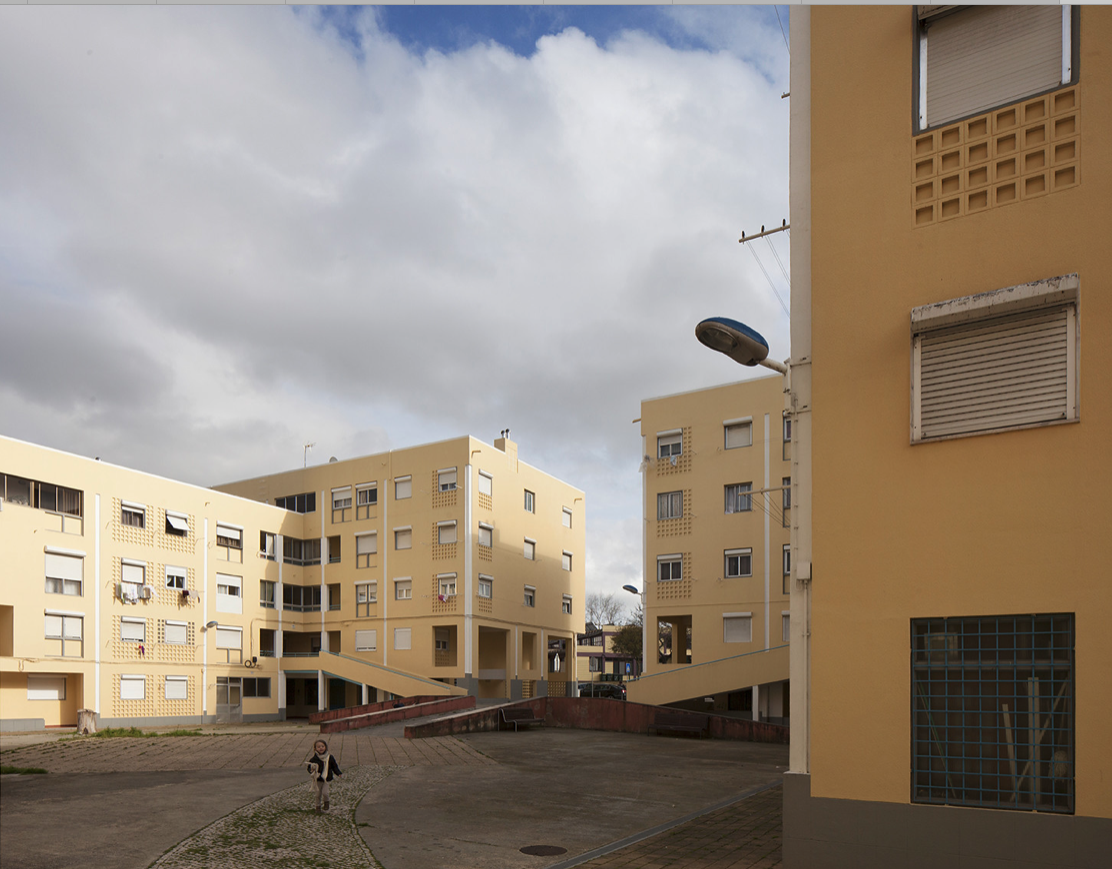
Bairro da Quinta das Fonsecas, Lisboa

Houve 39 pedidos de intervenção do SAAL no concelho de Lisboa, que se traduziram em 11 projetos, dos quais 7 foram construídos (nem todos completamente), resultando num total de cerca de 2 600 fogos.
Todos os projetos consistiram em blocos habitacionais de 4 pisos, por vezes articulados com galerias, como nos Bairros D. Leonor e Quinta do Alto, de Manuel Magalhães, e Bela Flor, de Artur Rosa. Outras vezes, como no Bairro da Quinta do Bacalhau – Monte Côxo, de Manuel Vicente, ou Quinta das Fonsecas - Quinta da Calçada, de Raúl Hestnes Ferreira, há a intenção de criar um espaço diferenciado no interior do bairro, de maneira a "reforçar uma pretendida interiorização da vida do bairro".
As operações SAAL em Lisboa não tiveram o mesmo carácter de movimento social organizado que tiveram, por exemplo, na cidade do Porto. Nuno Portas atribui o "falhanço operacional" em Lisboa ao clima de "excessiva radicalização política" que se fazia sentir na capital, retratando as reuniões realizadas nessa altura como "constantemente conflituosas". As brigadas técnicas viram-se num papel politicamente difícil, cuja neutralidade não seria fácil de balançar, pois não bastava apenas transmitir o seu conhecimento técnico no terreno - tornava-se necessário promover também a mobilização social dos moradores para os conflitos com a administração local e central, embora ao mesmo tempo evitando tornarem-se numa pura vanguarda ideológica. No balanço geral das operações, aquelas que envolveram comunidades mais pequenas e homogéneas foram mais bem-sucedidas do que aquelas que envolviam projetos maiores, quando a confrontação e diálogo com a população tornou-se praticamente inviável, como o de Casal Ventoso, que nunca chegou a ser construído.

### SAAL/Norte
É dito pelos arquitetos que participaram nas brigadas na cidade do Porto que o verdadeiro SAAL só existiu “cá no Norte”. A situação específica dos moradores, que pela herança histórica das ilhas e da deslocalização dos moradores para os bairros periféricos estavam já consciencializados de alguns dos objetivos que o SAAL se propunha a resolver, resultou numa onda de associativismo popular em torno das comissões de moradores que fortaleceu o processo.
Os arquitetos do SAAL/Norte eram oriundos na sua maioria da Escola Superior de Belas-Artes do Porto, onde há algum tempo fervilhava uma corrente inovadora de pensamento arquitetónico (mais tarde tornar-se-ia na Escola do Porto). Figuras-chave como Álvaro Siza Vieira, Fernando Távora, Alcino Soutinho, Alexandre Alves Costa e Sérgio Fernandez participaram nas brigadas.
Nuno Teotónio Pereira explicou as diferenças políticas e geográficas entre Lisboa e Porto pelo facto de que a tradição progressista dos arquitetos nortenhos já vinha vindo a ser construída na ESBAP desde os anos 50, enquanto que na capital, muitos arquitetos estavam já envolvidos nos projetos do "neocapitalismo".

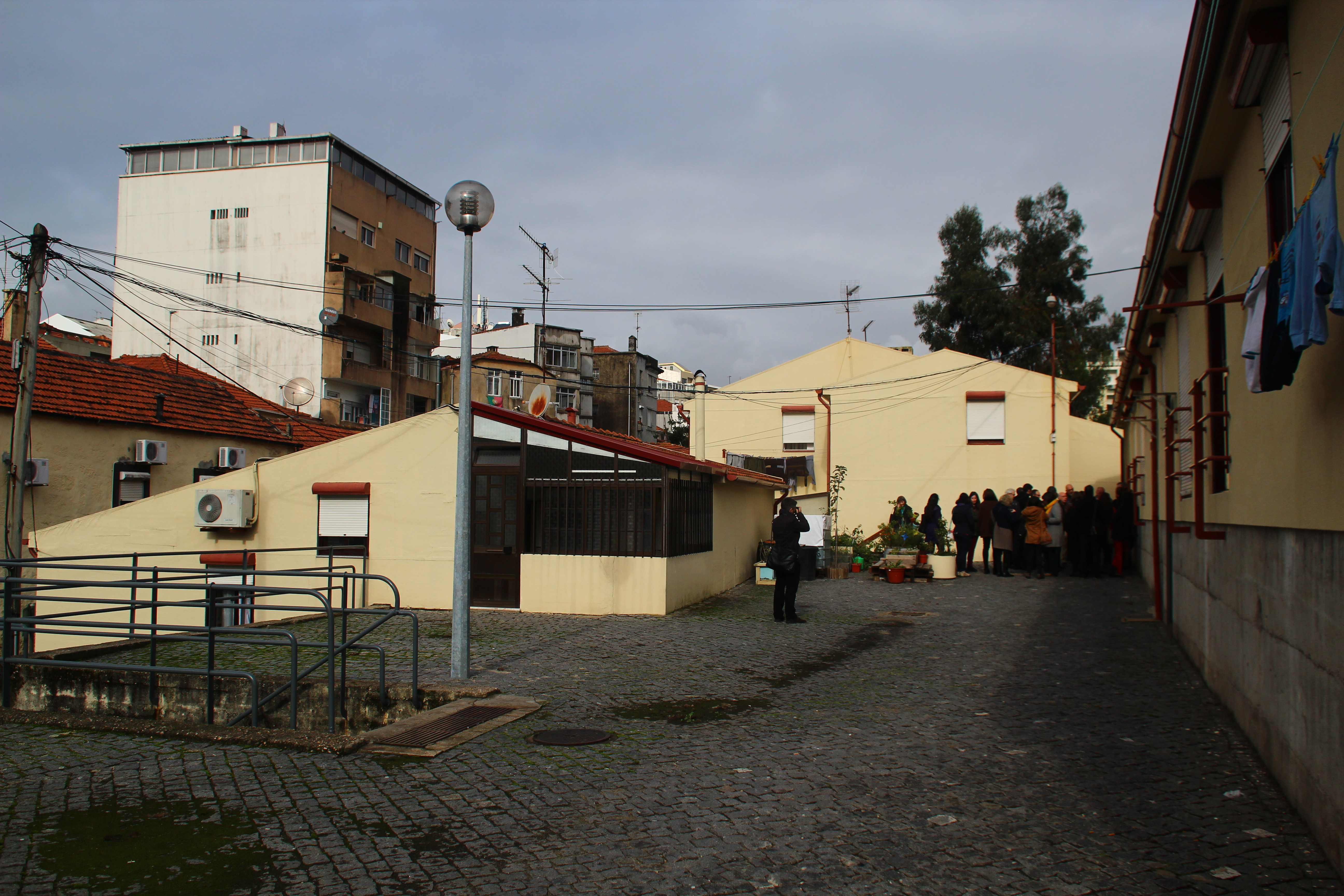
Bairro do Leal, Porto

O processo SAAL no Porto tomou um passo relevante em maio de 1975 quando os movimentos de moradores conseguiram finalmente forçar a demissão da Comissão Administrativa Municipal, tomando posse uma Comissão Administrativa Militar constituída por militares próximos à sua corrente, que assumiam a defesa do processo SAAL. É um ponto de viragem para as organizações de moradores, que fortaleceramm as suas reivindicações pelo "Poder Popular", e para as brigadas técnicas, que passam a assumir inequivocamente posições de maior pendor político-social e não apenas de cariz técnico. É reconhecido e defendido frontalmente por muitos dos envolvidos o carácter socialista e revolucionário do processo SAAL. É também a partir deste ponto que maior parte das obras do SAAL efetivamente começa.
O contexto político-social do PREC manifestou-se também em termos partidários, com partidos de esquerda como o PRP e a UDP a apoiarem as operações, mas outros que o atacavam à medida que iam ganhando força, como o MRPP que apelidou os envolvidos no SAAL de "camarilha reacionária", ou o PCP, que os acusou de possuirem "espírito de capelinha, divisionista e pessoalista". O papel dos partidos políticos foi no SAAL/Norte, secundarizado, havendo casos em que reuniões de moradores proibiram a entrada de militantes partidários.
Após a posse do VI Governo Provisório, em setembro de 1975, os ataques ao SAAL sobem de tom. O Partido Socialista, pela voz do seu deputado e governador civil do distrito Mário Cal Brandão, exonera a Comissão Administrativa Municipal e dissolve o Conselho Municipal então formado por organizações populares. Em resposta, verifica-se a ocupação popular dos Paços de Concelho, o que levaria Cal Brandão a proferir um violento discurso na Assembleia Constituinte onde acusa as organizações de moradores de "anarco-populismo".

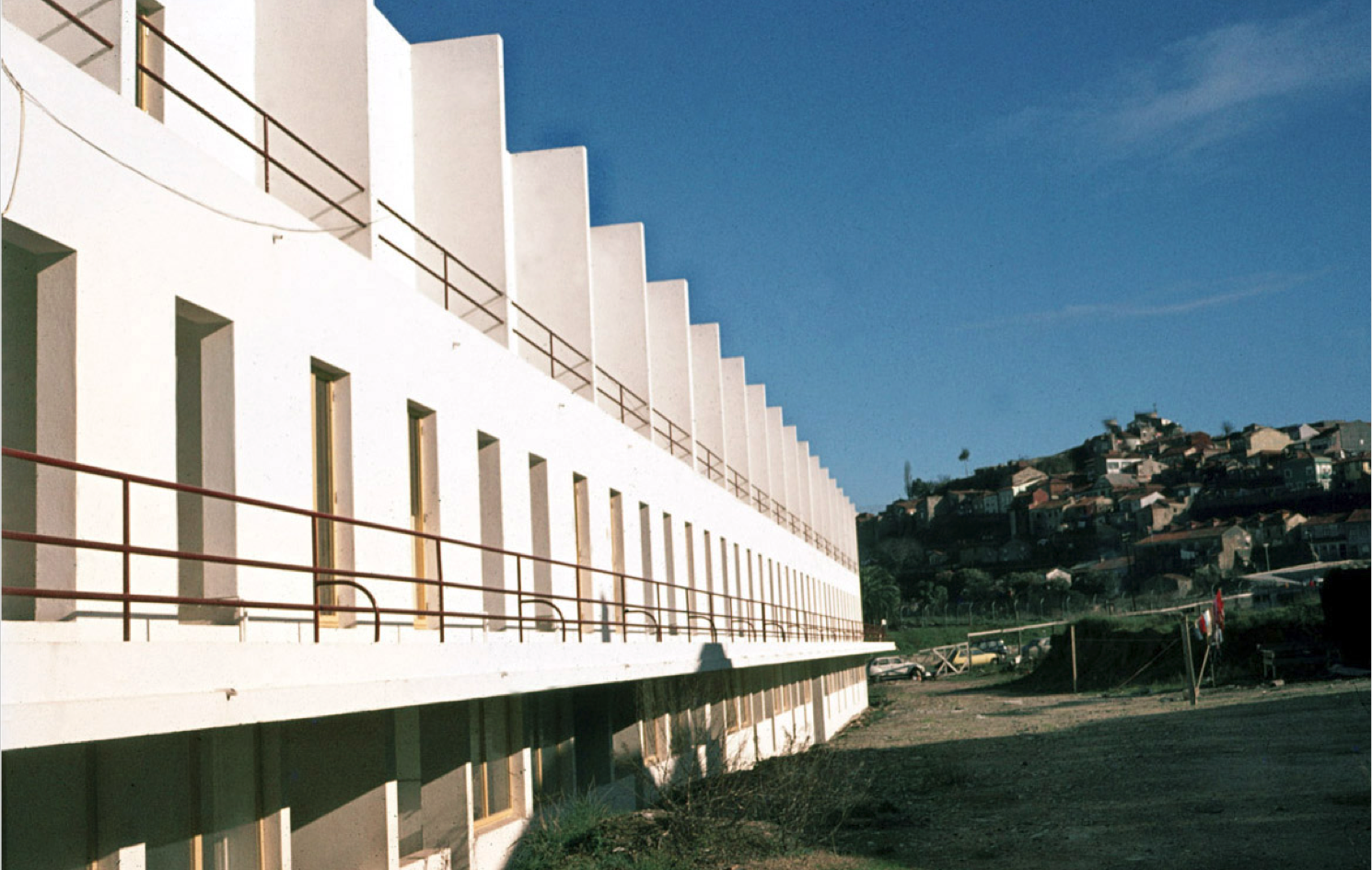
Bairro da Bouça, pouco tempo após a sua construção

Enquanto o clima político-social no Porto e no país subia de tom, os primeiros fogos iam sendo construídos. As 33 operações projetadas envolviam 11 500 famílias, mas apenas 370 fogos acabariam por ser construídos. No Porto, tal como em boa parte do resto do país, foi rejeitada a auto-construção.
No Bairro do Leal, na Rua das Musas, cuja operação foi liderada por Sérgio Fernandez, a zona de intervenção consistia num bairro de ilhas de um quarteirão tradicional do século XIX, onde se verificava o contraste entre o carácter burguês dos edifícios que o conformava e o seu interior densamente povoado por ruas estreitas e pequenas habitações em avançado estado de degradação. Após a posse de um terreno adjacente ao bairro, construiram-se 16 habitações unifamiliares de diferentes tipologias (mais 33 estariam projetadas). A organização não-longitudinal e o facto de algumas tipologias serem mais largas do que profundas constitui um caso único no Porto em bairros da mesma escala, e raro no país.
No Bairro de Contumil, na Rua Coelhas, do arquiteto Célio Costa, apesar da operação ter-se iniciado depois do despacho que paralisaria o processo SAAL na cidade, conseguiu ver-se a sua 1ª fase concluída com a construção de 62 fogos. O relativo sucesso não será alheio ao facto de a operação se ter desenrolado na periferia da cidade, na freguesia de Campanhã, onde os terrenos não sentiam a pressão da especulação imobiliária. O contexto manifestamente rural da zona, sem elementos urbanos com os quais contextualizar, forçou o projeto a seguir o modelo mais comum nas operações SAAL/Norte, com a disposição das habitações em bandas longitudinais. A diferença de tipologias, que vão do T1 ao T4 foi resolvida com o encaixe das habitações umas nas outras, tanto em planta como em corte.
No caso do bairro da Bouça, na Rua da Boavista, da autoria de Álvaro Siza Vieira, a localização difícil junto a um aterro ferroviário elevado obrigou à construção de uma grande parede de forma a bloquear o som dos então comboios, agora metros, que passam na via férrea. O conjunto é composto por 4 blocos longitudinais e organizado através da repetição de um módulo, unida pelos topos e pelo muro. A escala exterior é seguida e respeitada, mas a ordenação paralela das habitações gera um ambiente interno potencialmente propício à vida comunitária urbana. No vigor do processo SAAL apenas foram construídos 56 dos 128 fogos projetados. O projeto seria retomado, 25 anos depois, de forma a construir as restantes 72. Porém, dado o intervalo de tempo, estas novas habitações não foram para moradores da associação de moradores original, nem necessariamente para pessoas com carências habitacionais. Alexandre Alves Costa, arquiteto responsável pelo SAAL/Norte, criticou este retomar do projeto como um gesto puramente "demagógico" por parte do então presidente da Câmara Municipal do Porto, Rui Rio, apelidando a situação das habitações terem revertido para pessoas de classe média como "repugnante".
Também da autoria de Álvaro Siza Vieira, no bairro de São Vítor é assumida uma estratégia multiforme em que a ordem racional e repetitiva é sobreposta aos vestígios de anterior ocupação inscritos no local, uma antiga ilha. Os muros em ruínas que permitiam fazer essa associação foram, no entretanto, removidos e a ideia de preservação histórica acabou por se perder.

## Fim do processo
Os acontecimentos de 25 de novembro de 1975 marcaram um ponto final no Processo Revolucionário em Curso, e a vitória da aliança Grupo dos Nove-partidos políticos-Igreja Católica. A importância atribuída ao setor público da habitação foi reduzida, assumindo-se uma política de promoção privada, apostando no sistema de crédito à aquisição de habitação própria, assente em juros bonificados e prazos dilatados. Na esfera do poder, o SAAL foi progressivamente marginalizado, aguardando que o clima de desmobilização popular tornasse possível o seu desmantelamento por completo.

Os ataques às operações crescem em violência, com a retenção dos processos de expropriação e financiamento, ataques difamatórios na imprensa, e até dois ataques bombistas, um a 14 de janeiro de 1976 à sede do SAAL/Norte na Rua de Gonçalo Cristóvão, e outro ao automóvel de Alexandre Alves Costa, responsável do SAAL/Norte, a 14 de março de 1976. A 10 de Abril, o comandante da PSP Porto, mais tarde implicado na rede bombista, ordenou uma busca às instalações do SAAL, alegadamente para "deteção de estrangeiros em situação ilegal e armas clandestinas ou outro material suspeito".

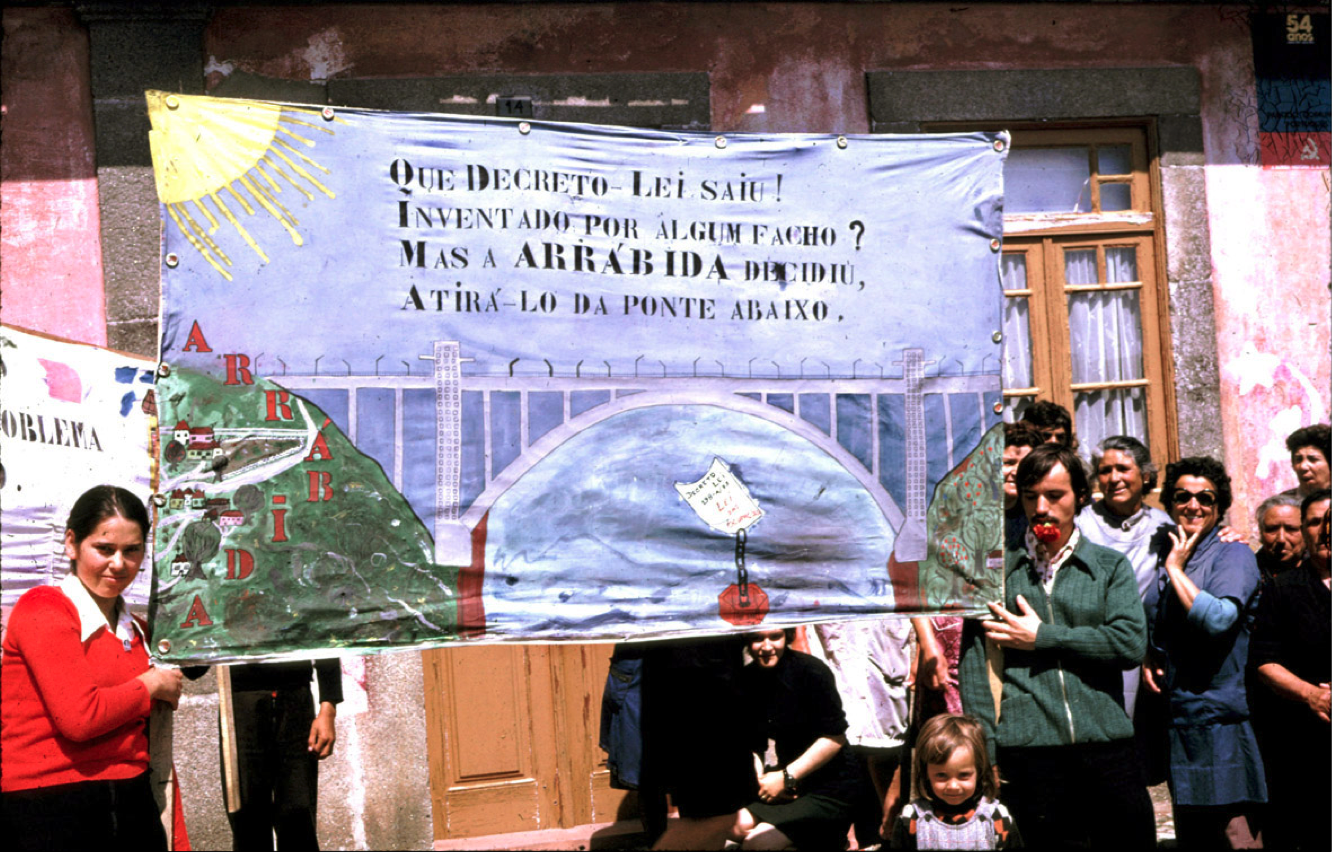
Moradores da Arrábida em protesto

A 21 de setembro de 1976, José Paz Branco, diretor nacional do SAAL, demite-se em protesto contra o desvio de verbas do SAAL para outros programas. A 27 de outubro, o Ministro da Habitação, Eduardo Pereira, e o Ministro da Administração Interna, Costa Brás, assinam um despacho interministerial que extingue o SAAL como serviço, rompendo com a sua metodologia de intervenção e entregando o comando das operações em curso às autarquias. O despacho responsabilizou o próprio SAAL pelas demoras nos processos de expropriações e pela escassez dos fogos construídos.
A maioria das brigadas técnicas foi sendo desativada. Apenas as operações que se encontravam já em construção foram concluídas. As autarquias não assumiram na esmagadora maioria dos casos as responsabilidades que lhe foram atribuídas. No terreno, as populações envolvidas desmobilizaram.
Ao fim de pouco mais de dois anos de experiência, aquando da sua extinção como serviço, o SAAL envolvia mais de 150 operações, em vários concelhos do país, com especial incidência nas áreas metropolitanas de Lisboa e Porto, onde se concentravam os principais núcleos de habitação degradada. No total, mais de 40 mil famílias pobres, organizadas em 14 Cooperativas de Habitação Económica, 16 Comissões de Moradores e 128 Associações de Moradores, recebiam apoio do SAAL, através de 118 Brigadas Técnicas, constituídas por mais de mil trabalhadores, sem contar com os trabalhadores dos Serviços Nacionais e Regionais. À data da sua extinção, o SAAL apoiava a construção de 2259 habitações e os seus responsáveis previam, com base no trabalho desenvolvido, o início de mais 5741 até Março de 1977. Uma auditoria às suas contas não encontrou, ao contrário daquilo que era acusado por responsáveis políticos, qualquer anomalia ou desvio de fundos ilícito.
O término precoce do processo resultou em muitos casos numa paragem brusca entre fases das operações, ficando muitos fogos por construir. O número de casas era insuficiente para as famílias que se haviam envolvido no processo, dando origem a tensões insanáveis no seio das organizações de moradores sobre de que forma a distribuição devia ocorrer que ultimamente causariam o desparecimento das associações.

## Legado
O legado que o programa SAAL gerou é mais do que a marca arquitetónica que deixou, sendo lembrado como inovador e revolucionário pela sua dinâmica que questionou não só toda a política de habitação até então desenvolvida, mas também o próprio Estado, sendo indissociável do período histórico revolucionário do qual surgiu. Como concluiu José António Bandeirinha, o SAAL "não se quedou pela prefiguração de alternativas reluzentes, provavelmente utópicas, mas inertes, e avançou para o confronto com a realidade, avançou para o projeto, avançou para a construção, avançou para o compromisso de vizinhança com as implantações da cidade e do território capitalistas. [...] Os arquitetos do SAAL não fizeram planos para a cidade do proletariado, antes encetaram um processo de construção de fragmentos dessa cidade em conjunto com os moradores, um processo tão credível e tão assustador que teve de ser interrompido".
Em 2025, a associação Mulheres na Arquitetura organizou a exposição Arquitectas da Liberdade, que inaugurou a 6 de Março de 2025 no Museu do Aljube, em Lisboa.  Durante este ano, a exposição irá estar em Évora, Porto, Covilhã e Coimbra.  Nesta exposição, as curadoras pretenderam mapear, visibilizar e homenagear as mulheres - moradoras, arquitectas, técnicas de serviço social e outras - que na história portuguesa estiveram envolvidas na reivindicação e trabalho por casas dignas. Neste sentido, o SAAL está referido nesta exposição através da voz e do trabalho de, entre outras, Maria Proença, primeira directora nacional do SAAL, Margarida Coelho, coordenadora SAAL/Norte, ou Margarida Duque Vieira, assistente social e coordenadora regional do SAAL.

### Leitura
- Pires, Catarina (2023) Operações SAAL: pode a habitação em Lisboa aprender com este sonho de Abril?, A Mensagem.

- Pinho, Jaime (2002) Fartas de Viver na Lama, Edições Colibri.

- Serviço Educativo do Museu de Serralves (2014) O Processo SAAL: Arquitetura e Participação 1974—1976.

#### Avançadas
- Portas, Nuno (1986) O Processo SAAL: entre o Estado e o Poder Local, Revista Crítica de Ciências Sociais.

- Sealy, Peter (2016) The SAAL Process: Housing in Portugal 1974–76, Journal of the Society of Architectural Historians.

- Livro Branco do SAAL 1974—1976, Porto: FAUP Publicações, 1976.

- Canário, Rui (2014) Movimentos de moradores e educação popular na revolução portuguesa de 1974. Revista Trabalho Necessário.

- Lia Gil Antunes (2023). O meu sonho? Ter uma casa. Pensar sobre habitação, cidade e cidadania das mulheres no Portugal revolucionário (1974-1976). In Astragalo. Cultura de la Arquitectura y de la Ciudad. n. 33-34, pp. 129-150.

### Documentários e outros formatos
- RTP (2012) Habitação digna para todos, uma vitória da revolução.

- António da Cunha Telles (1975) Continuar a viver - Os Índios da Meia-Praia.

- Revisitar via RTP, Perdidos e Achados (SIC), CNN.

- João Dias (2007) As Operações SAAL.